# Amt Memmelsdorf

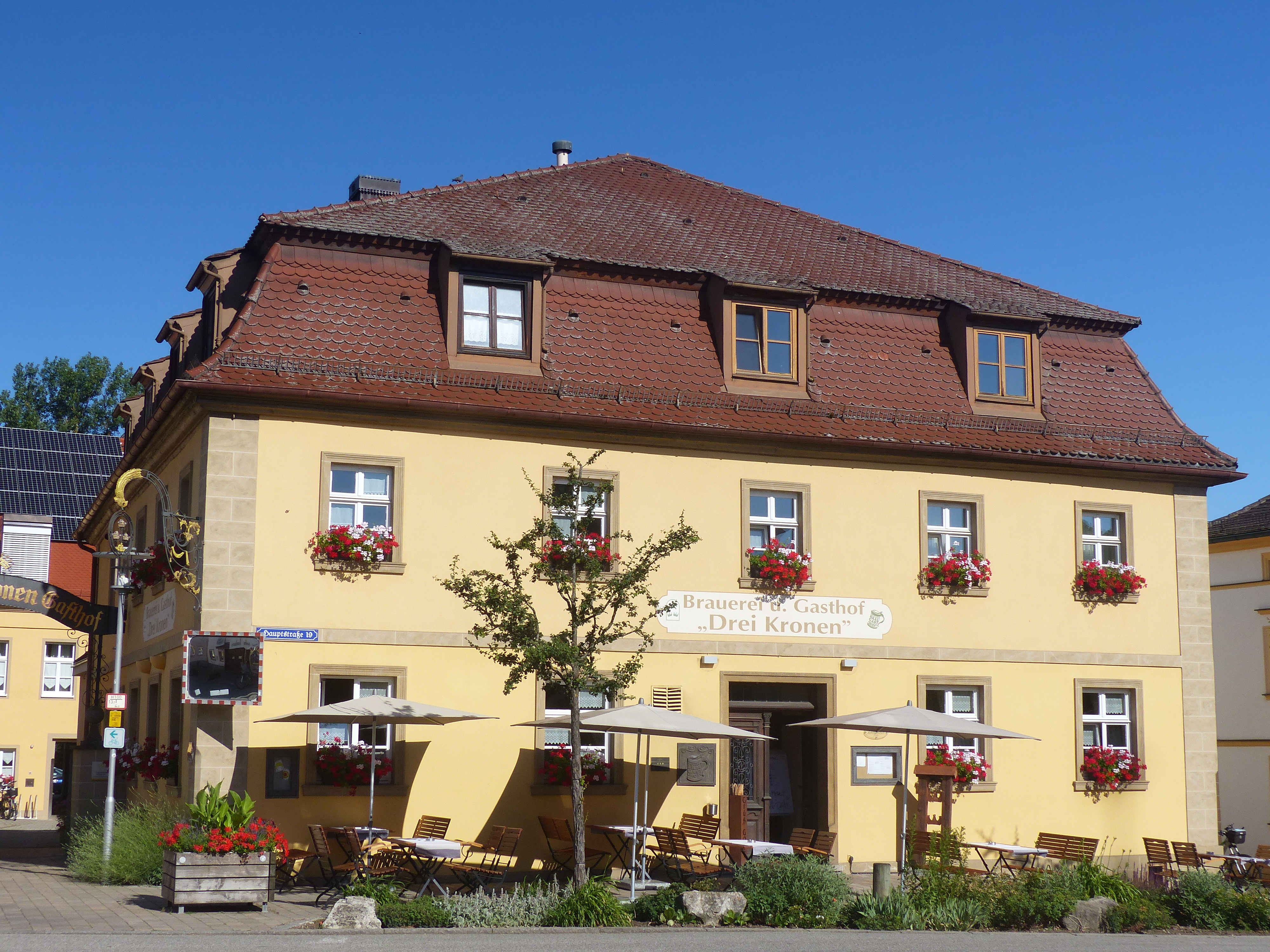
Der heutige Gasthof Drei Kronen, der ehemalige Verwaltungssitz des Amtes

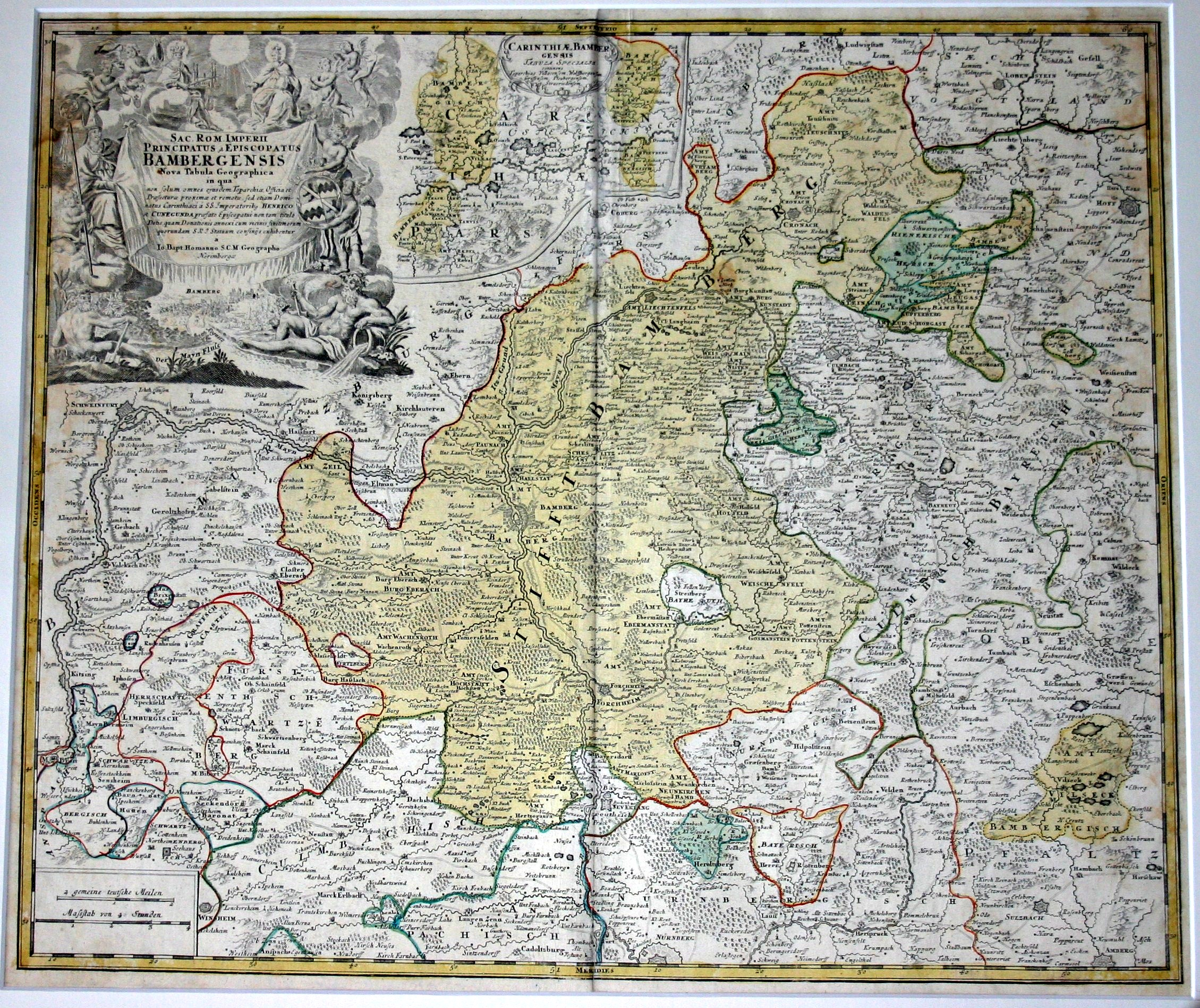
Das Territorium des Hochstiftes Bamberg

Das Amt Memmelsdorf war ein Verwaltungsgebiet des Hochstiftes Bamberg, eines reichsunmittelbaren Territoriums im Heiligen Römischen Reich. Das Hochstift Bamberg im Fränkischen Reichskreis war ein geistliches Fürstentum, das bis zum Beginn des 19. Jahrhunderts existierte.

## Geografie
Das Amt im Westen des Bamberger Herrschaftsgebietes war eines der mittelgroßen hochstiftischen Ämter. Es war nahezu vollständig von den anderen bambergischen Ämtern Bamberg, Baunach, Eggolsheim, Hallstadt, Scheßlitz und Zapfendorf bzw. Teilgebieten (Exklaven) davon umgeben.

## Geschichte
Im Urbar A des Bamberger Hochstifts wird Memmelsdorf im officium camerarii als „curia“ bezeichnet, im Urbar B hingegen als „officium“. Während des 15. und des 16. Jahrhunderts wurde das Amt Memmelsdorf vom Hochstift mehrmals vorübergehend verpfändet.

## Struktur
Im Gegensatz zu vielen anderen bambergischen Ämtern war für das Memmelsdorfer Amt kein Oberamt eingerichtet worden. Die Verwaltung bestand zum Ende des Hochstifts nur aus einem Vogteiamt, einem Steueramt, einem Kastenamt und einem Centamt.

### Amtssitz

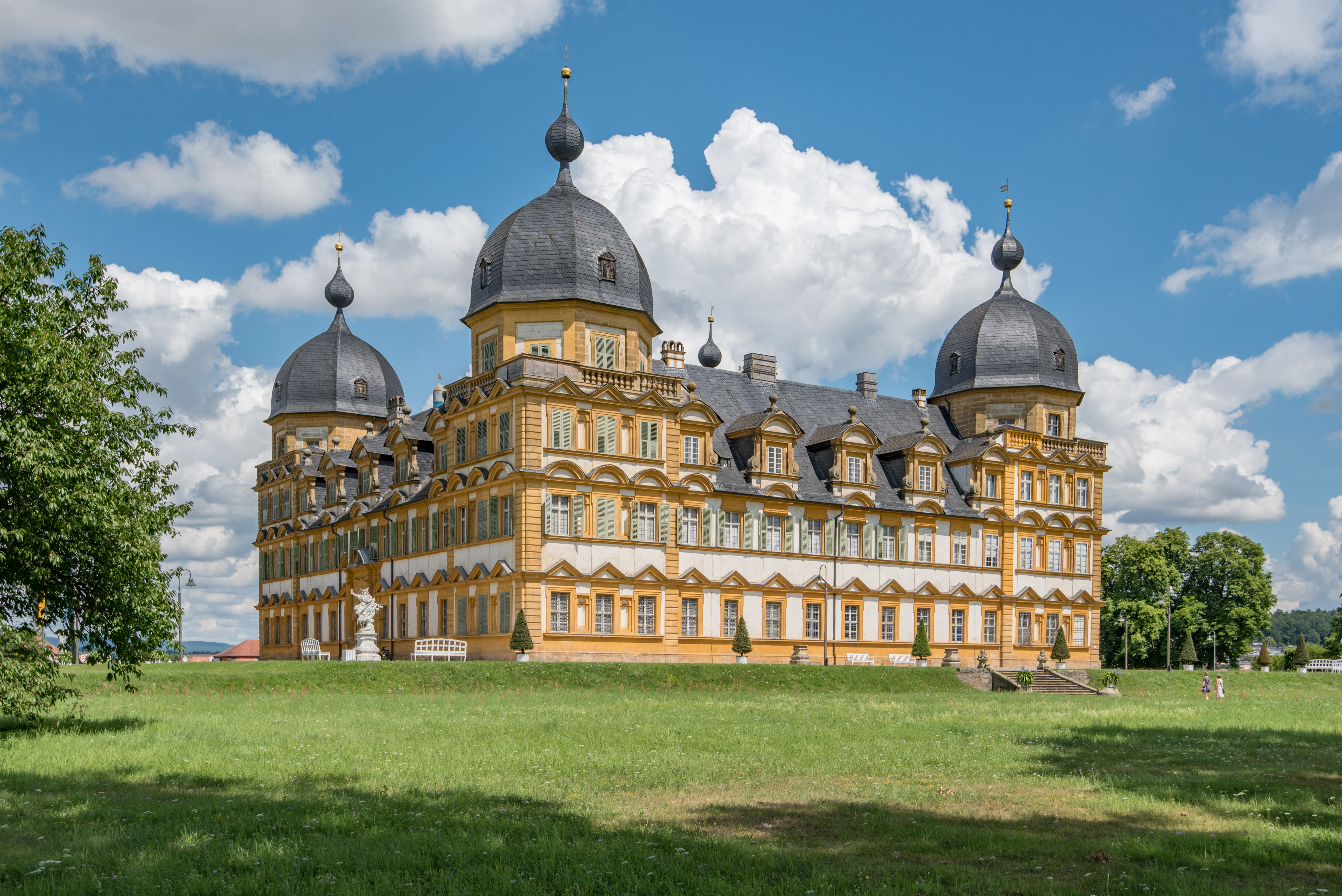
Das bei Memmelsdorf liegende Schloss Seehof

Der Sitz der Memmelsdorfer Amtsverwaltung befand sich in Memmelsdorf, wo im 18. Jahrhundert ein Vogteihaus errichtet worden war. Das südwestlich des Ortsrandes gelegene Schloss Seehof beherbergte keine Verwaltungsorgane des Memmelsdorfer Amtes, sondern diente den Bamberger Fürstbischöfen als Sommerresidenz.

### Amtspersonal
An der Spitze der Amtsverwaltung stand ein Amtsvogt, der auch als Centrichter und Steuereinnehmer fungierte. Zum Amtspersonal gehörten außerdem ein Cent- und ein Amtsknecht sowie ein fürstlicher Waldbereiter.

### Vogteiamt
Das Vogteiamt Memmelsdorf war eines der 54 Vogteiämter des Hochstifts Bamberg. Der Vogteibezirk des Memmelsdorfer Amtes war der am meisten fragmentierte Bezirk des gesamten Hochstiftes. Neben einem vergleichsweise kleinen Kerngebiet um Memmelsdorf umfasste dieser mehr als ein Dutzend Exklaven, die nordwestlich, östlich und südöstlich von Memmelsdorf lagen. Sein Vogteibezirk umfasste folgende Dorfmarkungen und Ortschaften:
Amlingstadt, Friesen, Gundelsheim, Kalteneggolsfeld, Leesten, Melkendorf, Memmelsdorf, Mistendorf, Roßdach, Schammelsdorf, Seehof, Teuchatz, Tiefenpölz, Weichenwasserlos, und Wernsdorf.
Außerdem gehörte zum Vogteibezirk der westlich des Leithenbaches gelegene Teil von Schmerldorf, in dem das Memmelsdorfer Amt die Dorf- und Gemeindeherrschaft (DGH) ausübte. Der Teil östlich des Baches war dem Scheßlitzer Vogteiamt zugeordnet.

### Centamt
Das Centamt Memmelsdorf war eines der 29 Centämter des Hochstiftes Bamberg. Sein Hochgerichtsbezirk umfasste folgende Dorfmarkungen und Ortschaften:
Amlingstadt, Doschendorf (Ausübung der DGH durch das Amt Burgellern), Drosendorf (Ausübung der DGH durch das Domkapitel Bamberg), Drügendorf (Ausübung der DGH durch das Domkapitel Bamberg), Frankendorf (Ausübung der DGH durch das Domkapitel Bamberg), Friesen, Gundelsheim, Hohengüßbach (Ausübung der DGH durch die Verwaltung Sambach der Universität Bamberg), Kälberberg (Ausübung der DGH durch das St. Katharina-Hospital Bamberg), Kalteneggolsfeld, Kemmern (Ausübung der DGH durch das Domkapitel Bamberg), Kirchschletten (Ausübung der DGH seit 1698 durch die Freiherrn Karg von Bebenburg), Laubend (Ausübung der DGH durch das Domkapitel Bamberg), Lauf (Ausübung der DGH durch das Domkapitel Bamberg), Leesten, Meedensdorf (Ausübung der DGH durch die Domdechantei Bamberg), Melkendorf (geteilt mit dem Centamt Scheßlitz), Memmelsdorf, Merkendorf,(Limitierte Cent und Ausübung der DGH durch das Domkapitel Bamberg), Mistendorf, Pettstadt (Ausübung der DGH durch das Domkapitel Bamberg), Roßdach, Schammelsdorf (mit Ausnahme von fünf Anwesen, die der Hochgerichtsbarkeit des Amtes Hallstadt unterstehen), Schmerldorf (geteilt mit dem Centamt Scheßlitz, der Leithenbach bildete die Grenze), Seehof, Seigendorf (Ausübung der DGH durch das Domkapitel Bamberg), Starkenschwind (Ausübung der DGH durch das Domkapitel Bamberg), Stübig (Ausübung der DGH durch das Kloster Michelsberg), Teuchatz, Tiefenhöchstadt (Ausübung der DGH durch das Domkapitel Bamberg), Tiefenpölz, Unteroberndorf (mit Ausnahme von acht Anwesen, die der Hochgerichtsbarkeit des Amtes Hallstadt unterstehen; Ausübung der DGH durch das Domkapitel Bamberg), Weichendorf (Ausübung der DGH durch das Kloster Michelsberg), Weichenwasserlos, Weigelshofen (Ausübung der DGH durch das Domkapitel Bamberg), Wernsdorf und Zeegendorf (geteilt mit dem Centamt Scheßlitz, der Zeegenbach bildete die Grenze).

### Steueramt
Das Steueramt Memmelsdorf war eines der 46 Steuerämter des Hochstiftes Bamberg. Sein räumlicher Wirkungsbereich war deckungsgleich mit dem des Memmelsdorfer Vogteiamtes.
Die wirtschaftliche Bedeutung des Amtes für das Hochstift Bamberg war relativ groß. Es gehörte zu den acht ertragsreichsten Ämtern und wurde am Ende des 17. Jahrhunderts als Amt II Klasse (von 5) geführt. Die Steuererträge des Steueramtes betrugen im Schnitt in der Amtszeit von Peter Philipp von Dernbach (1672–1683) 4421 und in der Amtszeit von Marquard Sebastian Schenk von Stauffenberg (1683–1693) 3246 fränkische Gulden pro Jahr.

### Kastenamt
Das Kastenamt Memmelsdorf war eines der 24 Kastenämter des Hochstiftes Bamberg.

## Persönlichkeiten

### Amtmänner
- Niclaus Wolfgang Dieterich[12]